# 艾伯特縣 (科羅拉多州)
埃尔伯特縣（英語：Elbert County）是美國科羅拉多州東部的一個縣。面積6,699平方公里。根據美國2000年人口普查，共有人口19,872。縣治基奥瓦（Kiowa）。
成立於1874年2月2日。縣名紀念科羅拉多準州州長塞繆爾·希特·艾伯特（Samuel Hitt Elbert）。